# Padar (Insel)
Padar ist eine der Kleinen Sunda-Inseln in Indonesien, zwischen den größeren Nachbarinseln Komodo im Westen und Rinca im Osten gelegen.
Sie gehört zur Provinz Ost-Nusa Tenggara (Nusa Tenggara Barat).
Padar ist unbewohnt und mit 20,16 km² Fläche nach ihren beiden Nachbarinseln die drittgrößte Insel im Nationalpark Komodo. Sie ist vulkanischen Ursprungs, jedoch trockener als ihre Nachbarinseln. Bis in die 1970er Jahre kamen auf Padar Komodowarane vor. Rund um diese Insel gibt es mehrere kleinere Inseln.

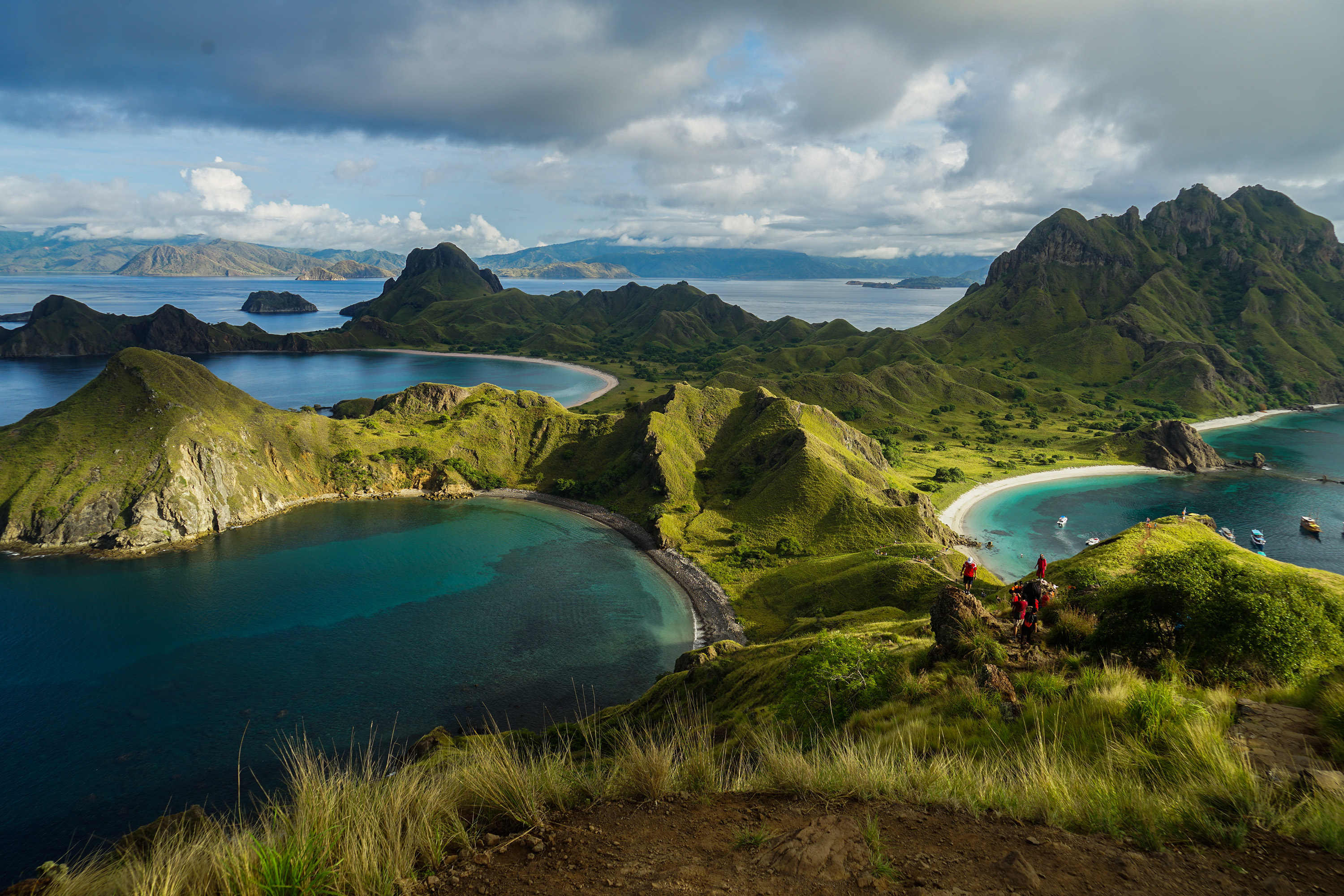
Blick von einer der Anhöhen über die Insel

Im Süden erstreckt sich die zur Sawusee gehörende Sumbastraße. Hinter der westlichen Nachbarinsel Komodo, von der Padar durch die wegen starker und gefährlicher Strömungen berüchtigte Meeresstraße "Selat Lintah" getrennt ist, liegt Sumbawa, östlich der Nachbarinsel Rinca befindet sich Flores.